# Eintracht Frankfurt
Eintracht Frankfurt, Eintracht, är en idrottsklubb i Frankfurt am Main i Tyskland, mest känd för sin fotbollssektion. Övriga sektioner är basket, bordsfotboll, bordtennis, boxning, dart, ishockey, isstock, gymnastik, handboll, landhockey, friidrott, rugby, supporterklubb, tennis, triathlon och volleyboll.
Eintracht Frankfurt är ett klassiskt lag med många säsonger i Bundesliga och flera titlar i prisskåpet. Eintracht Frankfurt var första tyska lag någonsin att nå finalen i Europacupen/Champions League. Laget har haft flera tyska landslagsspelare genom åren.

## Historia
Eintracht ("endräkt") bildades 1899 men hette då inte Eintracht utan Frankfurter Fußball-Club Victoria von 1899. Samma år bildades Frankfurter Fußball-Club Kickers von 1899 och dessa båda klubbar slogs sedan samman till Frankfurter Fußballverein (Kickers-Victoria) von 1899. Eintracht skapades slutligen när man slog sig samman med Frankfurter Turngemeinde och bildade Turn- und Sportgemeinde Eintracht Frankfurt von 1861. 1927 splittrades klubben åter och fotbollen hamnade i den del av klubben som tog namnet SG Eintracht Frankfurt.

### 1945-1963
Eintracht Frankfurt nådde som första tyska lag finalen i Europacupen 1960. Finalen, som blev en klassiker, slutade dock med seger för Real Madrid med 7-3. 1963 var Eintracht Frankfurt bland de 16 lag som utgjorde den första säsongen av Bundesliga. 

### 1963-1974
1968 var ett stort år för klubben när man valde att göra en fusion mellan Sportgemeinde Eintracht Frankfurt ("SGE") och Turn- und Fechtgemeinde Eintracht Frankfurt von 1861 e. V. och bildade dagens Eintracht Frankfurt. 1966 ingick Friedel Lutz och Jürgen Grabowski i VM-truppen. Grabowski deltog i VM-slutspelet i Mexiko 1970 och gjorde fina insatser som avbytare.

### 1974-1988
1974 vann Frankfurt sin första titel sedan 1959 då man tog hem tyska cupen genom att besegra Hamburger SV med 3-1. I laget fanns bland andra Jürgen Grabowski och Bernd Hölzenbein som senare under sommaren 1974 vann VM-guld med Västtyskland. 1975 försvarade Eintracht cuptiteln genom seger mot MSV Duisburg. Frankfurt hade under 1970-talet ett av Bundesligas bästa lag men kunde inte utmana dåtidens giganter inom Bundesligafotbollen, Bayern München och Borussia Mönchengladbach, om ligatiteln. Under tränaren Friedel Rausch vann Eintracht Uefacupen 1980 genom finalseger mot de regerande Uefacupmästarna Borussia Mönchengladbach. 1981 följde man upp genom att vinna klubbens tredje inhemska cuptitel. De gamla stjärnorna Grabowski och Hölzenbein lämnade men nya tog vid där backen Thomas Berthold gjorde kometkarriär och som 21-åring debuterade i landslaget. En annan ny Eintracht-stjärna blev den sydkoreanska anfallaren Bum-Kun Cha som man hämtade från SV Darmstadt 98.

### 1988-1996
1988 vann man tyska cupen för fjärde gången men i ligan gick det sämre med en plats i mitten och nästa år gick det ännu sämre och man var nära att åka ur för första gången. 1990 vände allt för Eintracht som nådde en tredjeplats. Nya topplaceringar följde under början av 1990-talet med Eintracht som ett av de bästa lagen i Bundesliga. 1992 var man ytterst nära att vinna mästerskapet för första gången sedan 1959 men stupade på mållinjen när man förlorade i sista omgången mot FC Hansa Rostock. Laget hade landslagsspelare som Uwe Bein, Andreas Möller och Manfred Binz. Ghananen Anthony Yeboah öste in mål och blev Bundesligas skyttekung. Men snart förbyttes framgångarna till en plötslig nedgång för laget i mitten av 1990-talet. 1996 blev Eintrachts målvakt Andreas Köpke Europamästare med Tyskland. Köpke gjorde avgörande insatser under EM-slutspelet.

### 1996-2005
1996 åkte Frankfurt för första gången ur Bundesliga. 1998 var man tillbaka i Bundesliga men åkte ur 2001 för att 2003 komma tillbaka bara för att redan 2004 åka ner i 2. Bundesliga igen.
De åren klubben klarat kontrakten har man spelat i de lägre regionerna och bytt många tränare och spelare. När man kämpande för att hänga kvar 2004 kontrakterade man klubbens gamla landslagsspelaren Andreas Möller men framgången uteblev och kontraktet bröts i förtid. Klubben bildade 2000 ett aktiebolag för att skapa bättre ekonomiska förutsättningar: Eintracht Frankfurt Fußball AG. Eintracht gick tillsammans med 1. FC Köln och MSV Duisburg upp till Bundesliga. 2005–2006 gjorde man ett nytt försök att etablera sig i Bundesliga. Man gick som nykomlingar 2006 till Cupfinal men förlorade.

## Spelartrupp

### Nuvarande A-trupp
Korrekt per den 7 februari 2025
| 33 | Tyskland  | Jens Grahl    | 22 september 1988 | Stuttgart (-21)     |
| 39 | Tyskland  | Amil Šiljević | 19 januari 2007   | Eintracht Frankfurt |
| 40 | Brasilien | Kauã Santos   | 11 april 2003     | CR Flamengo (-23)   |

| 2  | Tyskland  | Elias Baum        | 26 oktober 2005  | Eintracht Frankfurt     |
| 3  | Belgien   | Arthur Theate     | 25 maj 2000      | Stade Rennais (-24)     |
| 4  | Tyskland  | Robin Koch        | 17 juli 1996     | Leeds United (-23)      |
| 5  | Schweiz   | Aurèle Amenda     | 31 juli 2003     | BSC Young Boys (-24)    |
| 13 | Danmark   | Rasmus Kristensen | 11 juli 1997     | Leeds United FC (-24)   |
| 21 | Tyskland  | Nathaniel Brown   | 16 juni 2003     | 1. FC Nürnberg (-24)    |
| 22 | USA       | Timothy Chandler  | 29 mars 1990     | Nürnberg (-14)          |
| 29 | Frankrike | Niels Nkounkou    | 1 november 2000  | AS Saint-Étienne (-23)  |
| 34 | Tyskland  | Nnamdi Collins    | 10 januari 2004  | Borussia Dortmund (-23) |
| 41 | Mali      | Fousseny Doumbia  | 23 februari 2005 | Eintracht Frankfurt     |
| 44 | Ecuador   | Davis Bautista    | 16 februari 2005 | SD Aucas (-23)          |
| 49 | Spanien   | Derek Boakye Osei | 3 december 2006  | Eintracht Frankfurt     |
| ?  | Portugal  | Aurélio Buta      | 10 februari 1997 | Royal Antwerp (-22)     |
| ?  | Kroatien  | Hrvoje Smolčić    | 17 augusti 2000  | Rijeka (-22)            |

| 6  | Danmark   | Oscar Højlund           | 4 januari 2005   | FC Köpenhamn (-24)           |
| 7  | Tyskland  | Ansgar Knauff           | 10 januari 2002  | Borussia Dortmund (-22)      |
| 8  | Algeriet  | Farès Chaïbi            | 28 november 2002 | Toulouse FC (-23)            |
| 15 | Tunisien  | Ellyes Skhiri           | 10 maj 1995      | 1. FC Köln (-23)             |
| 16 | Sverige   | Hugo Larsson            | 27 juni 2004     | Malmö FF (-23)               |
| 18 | Tyskland  | Mahmoud Dahoud          | 1 januari 1996   | Brighton & Hove Albion (-24) |
| 19 | Frankrike | Jean-Mattéo Bahoya      | 7 maj 2005       | Angers SCO (-24)             |
| 20 | Japan     | Ritsu Doan              | 16 juni 1998     | SC Freiburg (-25)            |
| 26 | Frankrike | Éric Junior Dina Ebimbe | 21 november 2000 | Paris Saint-Germain (-22)    |
| 27 | Tyskland  | Mario Götze             | 3 juni 1992      | PSV (-22)                    |
| 31 | USA       | Paxten Aaronson         | 26 augusti 2003  | Philadelphia Union (-23)     |
| 37 | Tyskland  | Jeremiaha Maluze        | 11 november 2004 | FC Rot-Weiß Erfurt (-25)     |
| 38 | Tyskland  | Ebu Bekir Is            | 1 oktober 2008   | Eintracht Frankfurt          |
| 42 | Turkiet   | Can Uzun                | 11 november 2005 | 1. FC Nürnberg (-24)         |
| 45 | USA       | Marvin Dills            | 25 april 2007    | Eintracht Frankfurt          |
| 47 | Ungern    | Noah Fenyő              | 30 januari 2006  | Eintracht Frankfurt          |

| 9  | Tyskland  | Jonathan Burkardt     | 11 juli 2000    | 1. FSV Mainz 05 (-25)        |
| 17 | Frankrike | Elye Wahi             | 2 januari 2003  | Olympique de Marseille (-25) |
| 30 | Belgien   | Michy Batshuayi       | 2 oktober 1993  | Galatasaray (-25)            |
| 48 | Spanien   | Junior Awusi          | 17 januari 2006 | Eintracht Frankfurt          |
| 50 | Tyskland  | Alessandro Gaul Souza | 20 juni 2007    | Eintracht Frankfurt          |
| ?  | Tyskland  | Jessic Ngankam        | 20 juli 2000    | Hertha BSC (-23)             |

### Utlånade spelare
| Nr | Land   | Pos | Namn                                                    |
| -- | ------ | --- | ------------------------------------------------------- |
|    | Ungern | MF  | Krisztián Lisztes (i Ferencvárosi TC till 30 juni 2026) |

| Nr | Land     | Pos | Namn                                                    |
| -- | -------- | --- | ------------------------------------------------------- |
|    | Albanien | MV  | Simon Simoni (i 1. FC Kaiserslautern till 30 juni 2026) |

## Övrigt
Kickers Offenbach är den stora rivalen i närområdet. Kickers Offenbach spelar i dag i Regionalliga Sydväst.
Eintracht Frankfurts Karl-Heinz Körbel är Bundesligas mesta spelare genom tiderna. Mellan 1972 och 1991 spelade Körbel hela 602 matcher för Frankfurt. Körbel spelade även sex A-landskamper för det västtyska (efter 1990 tyska) landslaget.

## Kända spelare
- Thomas Berthold
- Uwe Bein
- Bum-Kun Cha
- Jürgen Grabowski
- Bernd Hölzenbein
- Andreas Köpke
- Karl-Heinz Körbel
- Andreas Möller
- Bernd Nickel
- Oka Nikolov
- Alfred Pfaff
- Bruno Pezzey
- Anthony Yeboah

## Svenskar i laget
- Johnny Ekström
- Branimir Hrgota
- Hugo Larsson
- Janne Svensson